# Monteiro Lobato
José Bento Renato Monteiro Lobato (Taubaté, 18 de abril de 1882 – São Paulo, 4 de julho de 1948) foi um escritor, intelectual e editor literário brasileiro. Participou ativamente do pré-modernismo e modernismo brasileiro e da vida política do Brasil, sendo popularmente lembrado por sua série de livros infantis Sítio do Pica Pau Amarelo.
Contista, ensaísta e tradutor, Lobato nasceu na cidade de Taubaté, interior de São Paulo, no ano de 1882. Formado em Direito, atuou como promotor público até se tornar fazendeiro, após receber herança deixada pelo avô. Diante de um novo estilo de vida, Lobato passou a publicar seus primeiros contos em jornais e revistas, sendo que, posteriormente, reuniu uma série deles no livro Urupês, que contribuiu para o desenvolvimento da temática regionalista na literatura brasileira. Em uma época em que os livros brasileiros eram editados em Paris ou Lisboa, Monteiro Lobato tornou-se também editor, passando a editar livros também no Brasil. Com isso, ele implantou uma série de renovações nos livros didáticos e infantis.
Considerado um precursor da literatura infantil brasileira, Lobato ficou popularmente conhecido pelo conjunto educativo de sua obra de livros infantis, que constitui aproximadamente metade da sua produção literária. A outra metade, consistindo de contos (geralmente sobre temas brasileiros), artigos, críticas, crônicas, prefácios, cartas, livros sobre a importância do ferro (Ferro, 1931) e do petróleo (O Escândalo do Petróleo, 1936). Escreveu um único romance, O Presidente Negro, que não alcançou a mesma popularidade que suas obras para crianças, que entre as mais famosas destaca-se Reinações de Narizinho (1931), Caçadas de Pedrinho (1933) e O Picapau Amarelo (1939).

## Biografia

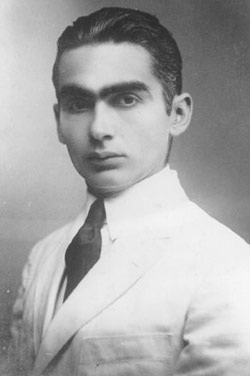
Monteiro Lobato na juventude.

### 1882–1904: Primeiros anos
Criado em um sítio, Monteiro Lobato foi alfabetizado pela mãe Olímpia Augusta Lobato e depois por um professor particular. Aos sete anos, entrou em um colégio. Nessa idade descobrira os livros de seu avô materno, o Visconde de Tremembé, dono de uma biblioteca imensa no interior da casa. Leu tudo o que havia para crianças em língua portuguesa. Nos primeiros anos de estudante já escrevia pequenos contos para os jornaizinhos das escolas que frequentou.
Aos onze anos, em 1893, foi transferido para o Colégio São João Evangelista. Ao receber como herança antecipada uma bengala do pai, que trazia gravada no castão as iniciais J.B.M.L., de José Bento Marcondes Lobato, mudou seu nome de José Renato para José Bento, a fim de utilizá-la. Aos 13 anos foi reprovado em português, quando já escrevia para três jornais, aos 14 já dominava o inglês e francês e nessa idade fez o texto Rabiscando, que é a sua redação mais antiga conhecida. Em dezembro de 1896 foi para São Paulo e, em janeiro de 1897, prestou exames das matérias estudadas na cidade natal, mas foi reprovado no curso preparatório e retornou a Taubaté. 
Quando retornou ao Colégio Paulista, fez as suas primeiras incursões literárias como colaborador dos jornaizinhos Pátria, H2S e O Guarany, sob o pseudônimo de Josben e Nhô Dito. Passou a colecionar avidamente textos e recortes que o interessavam, e lia bastante. Em dezembro de 1897, prestou novamente os exames para o curso preparatório e foi aprovado. Escreveu minuciosas cartas à família, descrevendo a cidade de São Paulo. Colaborou com O Patriota e A Pátria. Então, se mudou de vez para São Paulo, e tornou-se estudante interno do Instituto Ciências e Letras.  "Monteiro Lobato foi perseguido pelo governo de Getúlio Vargas por esconder mensagens revolucionárias nos livros infantis do Sítio do Pica-Pau Amarelo."

### 1898–1899: Mudança para São Paulo e morte dos pais
No ano seguinte, a 13 de junho de 1898, perdeu o pai, vítima de congestão pulmonar. Decidiu, pela primeira vez, participar das sessões do Grêmio Literário Álvares de Azevedo do Instituto Ciências e Letras. Sua mãe, vítima de uma depressão profunda, morreu no dia 22 de junho de 1899.

## Carreira

### Primeiros estudos e trabalhos
Tendo forte talento para o desenho, pois desde menino retrata a Fazenda Buquira, tornou-se desenhista e caricaturista nessa época. Em busca de aproveitar as suas duas maiores paixões, decidiu ir para São Paulo após completar 17 anos.
Seu sonho era estudar belas artes, mas, por imposição do avô, que o tinha como um sucessor na administração de seus negócios, ingressou na Faculdade de Direito de São Paulo, no Largo de São Francisco. Mesmo assim, seguiu colaborando em diversas publicações estudantis e fundou, com os colegas de sua turma, a "Arcádia Acadêmica", em cuja sessão inaugural fez um discurso intitulado: Ontem e Hoje. Lobato, a essas alturas, já era elogiado por todos como um comentarista original e dono de um senso fino e sutil, de um "espírito à francesa" e de um "humor inglês" imbatível, que carregou pela vida afora. Dois anos depois, foi eleito presidente da Arcádia Acadêmica, e colaborou com o jornal Onze de Agosto, publicação oficial do Centro Acadêmico XI de Agosto, onde escreveu artigos sobre teatro. De tais estudos surgiu, em 1903, o grupo O Cenáculo, fundado junto com Ricardo Gonçalves, Cândido Negreiros, Godofredo Rangel, Raul de Freitas, Tito Lívio Brasil, Lino Moreira e José Antônio Nogueira.
Era anticonvencional por excelência, dizendo sempre o que pensava, agradasse ou não. Defendia a sua verdade com unhas e dentes, contra tudo e todos, quaisquer que fossem as consequências. Venceu um concurso de contos, sendo que o texto Gens Ennuyeux foi publicado no jornal "Onze de Agosto", cujo voto decisivo foi dado por Amadeu Amaral.

### 1904: Formação como advogado

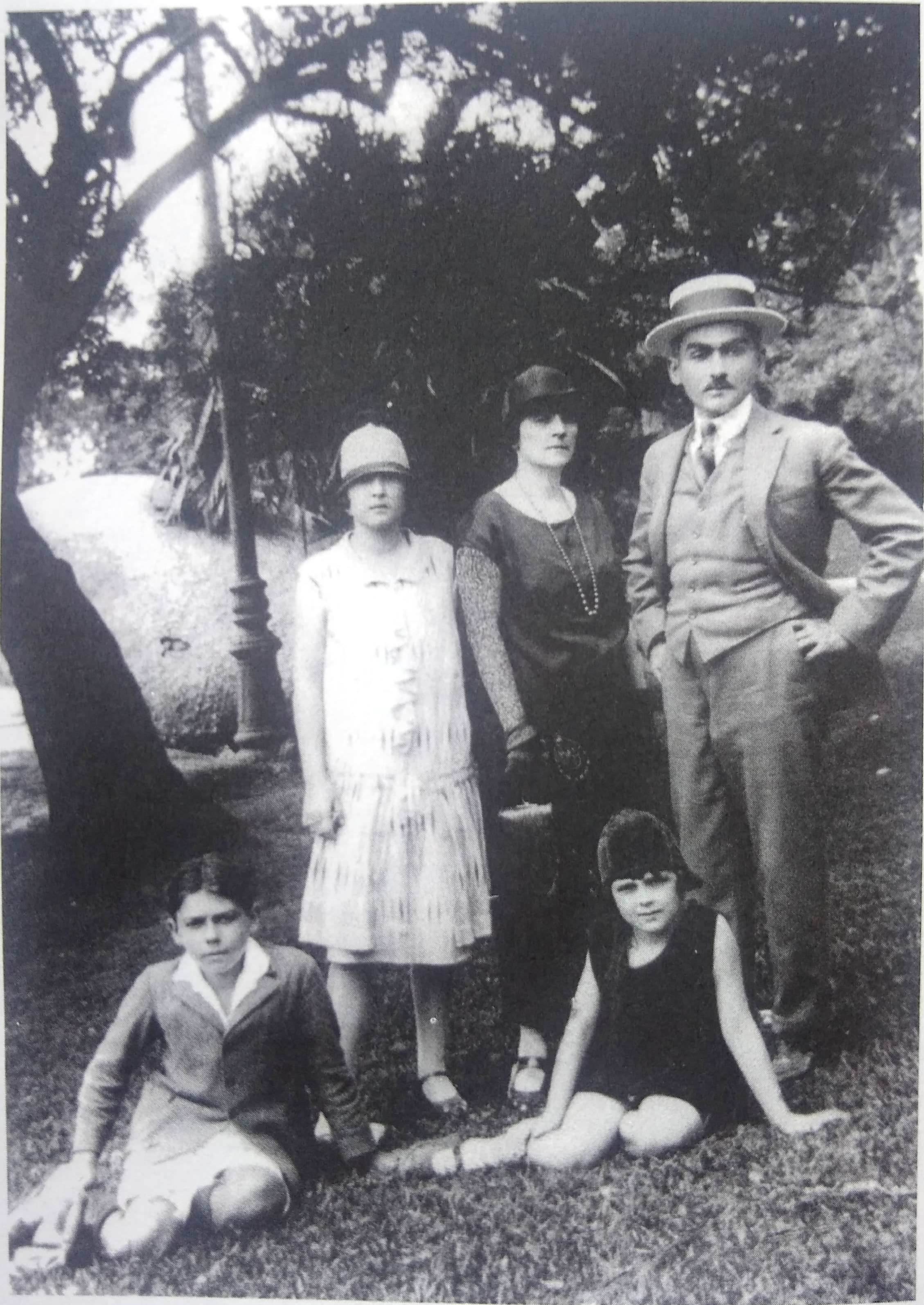
Lobato e sua esposa Purezina, juntos de seus filhos Marta, Guilherme e Ruth em 1923.

Em 1904 formou-se bacharel em direito e regressou a Taubaté. No ano seguinte, fez planos de fundar uma fábrica de geleias, em sociedade com um amigo, mas passou a ocupar interinamente a promotoria de Taubaté e conheceu Maria Pureza da Natividade de Souza e Castro ("Purezinha") (1885-1959), que morava em São Paulo, em 1906, que é quando começam a namorar. Purezinha era neta de Antônio Quirino de Souza e Castro ("Dr. Quirino"), orientador de Lobato em 1900. Em maio de 1907 foi nomeado promotor público em Areias, e casou-se com Purezinha, a 28 de março de 1908. Exatamente um ano depois nasceu Marta, a primogênita do casal.
Em 1910 associou-se a um negócio de estradas de ferro e nasceu o seu segundo filho, Edgar. Viveu no interior e nas cidades pequenas da região, escrevendo paralelamente para jornais e revistas, como A Tribuna de Santos, Gazeta de Notícias do Rio de Janeiro e a revista Fon-Fon, para onde também mandava caricaturas e desenhos. Passou a traduzir artigos do Weekly Times para o jornal O Estado de S. Paulo e obras da literatura universal, também enviando artigos para um jornal de Caçapava. Contudo, era visível a sua insatisfação com a vida que levava e com os negócios que não prosperavam.
No ano seguinte, aos 29 anos, Lobato recebeu a notícia do falecimento de seu avô, o Visconde de Tremembé, tornando-se então herdeiro da Fazenda Buquira, para onde se mudou com toda a família. De promotor a fazendeiro, dedicou-se à modernização da lavoura e à criação de animais. Com o lucro dos negócios, abriu um externato em Taubaté, que confiou aos cuidados de seu cunhado. Em 1912 nasceu Guilherme, o seu terceiro filho. Ainda insatisfeito, mas desta vez com a vida na fazenda, planejou explorar comercialmente o Viaduto do Chá, na cidade de São Paulo, em parceria com Ricardo Gonçalves.
A Fazenda Buquira serviu, posteriormente, de inspiração para os personagens e paisagens de seus livros e se tornou centro de visitação turística, sendo que a casa-sede da fazenda ainda se encontra em seu estado original, situada à margem da rodovia atualmente denominada "Estrada do Livro", que liga a cidade de Monteiro Lobato à Caçapava.

### 1914:  Reconhecimento na literatura
Por volta de 1914, na Vila de Buquira, hoje município de Monteiro Lobato (São Paulo), Lobato envolveu-se com a política, e, logo a deixou de lado.
Em 1914, como fazendeiro, em Buquira, um fato definiria de vez a sua carreira literária: durante o inverno seco daquele ano, cansado de enfrentar as constantes queimadas praticadas pelos caboclos. Em 12 de novembro de 1914, o jornal O Estado de S. Paulo, na sua edição vespertina (O Estadinho), na seção "Queixas e Reclamações", Lobato publicou o seu artigo Velha Praga, descrevendo a "queimada". Crônica mais tarde publicado no livro Urupês. O jornal, percebendo o valor daquela carta, publicou-a fora da seção que era destinada aos leitores, no que acertou, pois a carta provocou polêmica e fez com que Lobato escrevesse outros artigos como, por exemplo, Urupês, que deu vida a um de seus mais famosos personagens, o Jeca Tatu.
Jeca Tatu era um grande preguiçoso, totalmente diferente dos caipiras e índios idealizados pela literatura romântica de então. Seu aparecimento gerou uma enorme polêmica, em todo o país, pois o personagem era símbolo do atraso e da miséria que representava o campo no Brasil.
Tendo assim caracterizado o caipira caboclo, "um piraquara do Paraíba", (morador ribeirinho ao Rio Paraíba do Sul), no conto "Urupês":
A Verdade nua manda dizer que entre as raças de variado matiz, formadoras da nacionalidade e metidas entre o estrangeiro recente e o aborígine de tabuinha em beiço, uma existe a vegetar de cócoras, incapaz de evolução, impenetrável ao progresso. Feia e sorna, nada a põe de pé.  Pobre Jeca Tatu! Como é bonito no romance e feio na realidade! Jeca Tatu é um Piraquara do Paraíba, maravilhoso epitome de carne onde se resumem todas as características da espécie.  O fato mais importante da vida do Jeca é votar no governo. A modinha, como as demais manifestações de arte popular existente no país, é obra do mulato, em cujas veias o sangue recente do europeu, rico de atavismos estéticos, borbulha d’envolta com o sangue selvagem, alegre e são do negro.  O caboclo é soturno. Não canta senão rezas lúgubres. Não dança senão o cateretê aladainhado. O caboclo é o sombrio Urupê de pau podre a modorrar silencioso no recesso das grotas. Bem ponderado, a causa principal da lombeira do caboclo reside nas benemerências sem conta da mandioca. Talvez sem ela se pusesse de pé e andasse. Mas enquanto dispuser de um pão cujo preparo se resume no plantar, colher e lançar sobre brasas, Jeca não mudará de vida. O vigor das raças humanas está na razão direta da hostilidade ambiente. Se a poder de estacas e diques o holandês extraiu de um brejo salgado a Holanda, essa joia de esforço, é que ali nada o favorecia!— Monteiro Lobato
O piraquara do rio Paraíba do Sul ainda existe. Foi estudado e retratado, em 2002, por Camila Hayashi, Karina Müller e Noêmia Alves, no livro "Nas Margens do Paraíba, Vida, histórias e crenças dos habitantes da beira do rio Paraíba do Sul". Mantém ainda a preferência pela mandioca: "Hoje dá até pra se plantar aqui. Milho, mandioca", diz o piraquara Benedito Grabriel.
Monteiro Lobato conheceu apenas o caipira caboclo e generalizou o comportamento destes para todos os caipiras, causando então muita polêmica. Foi apoiado por Rui Barbosa e contraditado pelo especialista em caipiras, o folclorista Cornélio Pires, que explicou que Lobato só conheceu o caipira caboclo:
Coitado do meu patrício! Apesar dos governos os outros caipiras se vão endireitando à custa do próprio esforço, ignorantes de noções de higiene...  Só ele, o caboclo, ficou mumbava, sujo e ruim!  Ele não tem culpa... Ele nada sabe. Foi um desses indivíduos que Monteiro Lobato estudou, criando o Jeca Tatu, erradamente dado como representante do caipira em geral!— Cornélio Pires
Rui Barbosa, em 20 de março de 1919, em uma conferência sobre a Questão Social e Política no Brasil, durante a última eleição presidencial que disputou, disse sobre Monteiro Lobato:

Conheceis, por ventura, o Jeca Tatu, dos  Urupês, do Monteiro Lobato, o admirável escritor paulista? Tivestes, algum dia, ocasião de ver surgir, debaixo desse pincel de uma arte rara, na sua rudeza, aquele tipo de uma raça, que, "entre as formaduras da nossa nacionalidade", se perpetua, "a vegetar, de cócoras, incapaz de evolução e impenetrável ao progresso"?!— Rui Barbosa
A partir daí, os fatos se sucederam: as dificuldades financeiras levaram-no a vender a fazenda Buquira em 1916, e, a se mudar com a família para São Paulo, com o intuito de tornar-se um "escritor-jornalista". Sua quarta e última filha, Rute, nasceu em fevereiro de 1916, quando iniciava colaboração na recém fundada Revista do Brasil. Era uma publicação nacionalista que agradou em cheio o gosto de Lobato.
Fundou, em Caçapava, a revista "Paraíba", e organizou, para o jornal "O Estado de S. Paulo", uma imensa e acalentada pesquisa sobre o saci. Lobato percorreu o interior de São Paulo, durante a Grande Geada de 1918, escrevendo um importante crônica a respeito, impressionado que ficou com a queima dos cafezais paulistas. Ainda em 1918, conhecido como o "ano dos 4 G" (Geada, Greve, I Guerra Mundial e Gripe espanhola), Lobato escreveu todos os editoriais do jornal mais importante da capital paulista, "O Estado de S. Paulo", uma vez que todos os editorialistas acabaram pegando a gripe espanhola.
Lobato também trabalhou com publicidade para incrementar sua renda. Ele trabalhou com os chamados "registros", sendo responsável pelas propagandas do Biotônico Fontoura.

### 1917: Obra crítica
Em 20 de dezembro de 1917, publicou "Paranoia ou Mistificação?", a famosa crítica desfavorável à exposição de pintura de Anita Malfatti, que culminaria como o estopim para a criação da Semana de Arte Moderna de 1922. Muitos passaram a ver Lobato como reacionário, inclusive os modernistas, mas hoje, após tantos anos, percebe-se que o que Lobato criticava eram os "ismos" que vinham da Europa: cubismo, futurismo, dadaísmo, surrealismo, que ele achava que eram "colonialismos", "europeizações", assim como ocorrera com os acadêmicos das gerações anteriores.
Lobato era a favor de uma arte devidamente brasileira, autóctone, criada aqui. Por isso criticou Anita Malfatti, embora admitisse que ela fosse talentosa. Isso tudo gerou o estranhamento entre ele e os modernistas mas, no fundo, todos eles tinham razão, apenas viam as coisas de ângulos diferentes. Mesmo assim Oswald de Andrade continuou a ser um profundo admirador de Lobato: quando ocorrera a Semana de Arte Moderna, as provas de Urupês ficaram dois dias em cima do sofá da garçonière onde Oswald de Andrade se encontrava com os amigos.
Em carta a Renato Kehl, ele afirma:
| “ | A humanidade precisa de uma coisa só: póda. É como a vinha. | ” |

## Carreira literária

### Como editor
Em 1918, Monteiro Lobato comprou a Revista do Brasil e passou a dar espaço para novos talentos, ao lado de pessoas famosas. Tornou-se, dessa forma, um intelectual engajado na causa do nacionalismo, a qual dedicou uma preocupação fundamental, tanto na ficção quanto no ensaio e no panfleto. Crítico de costumes, no qual não faltava a nota do sarcasmo e da caricatura, de sua obra elevou-se largo sopro de humanidade e brasileirismo. Nas mãos de Monteiro Lobato, a Revista do Brasil prosperou e ele pode montar uma empresa editorial, sempre dando espaço para os novatos e divulgando obras de artistas modernistas.

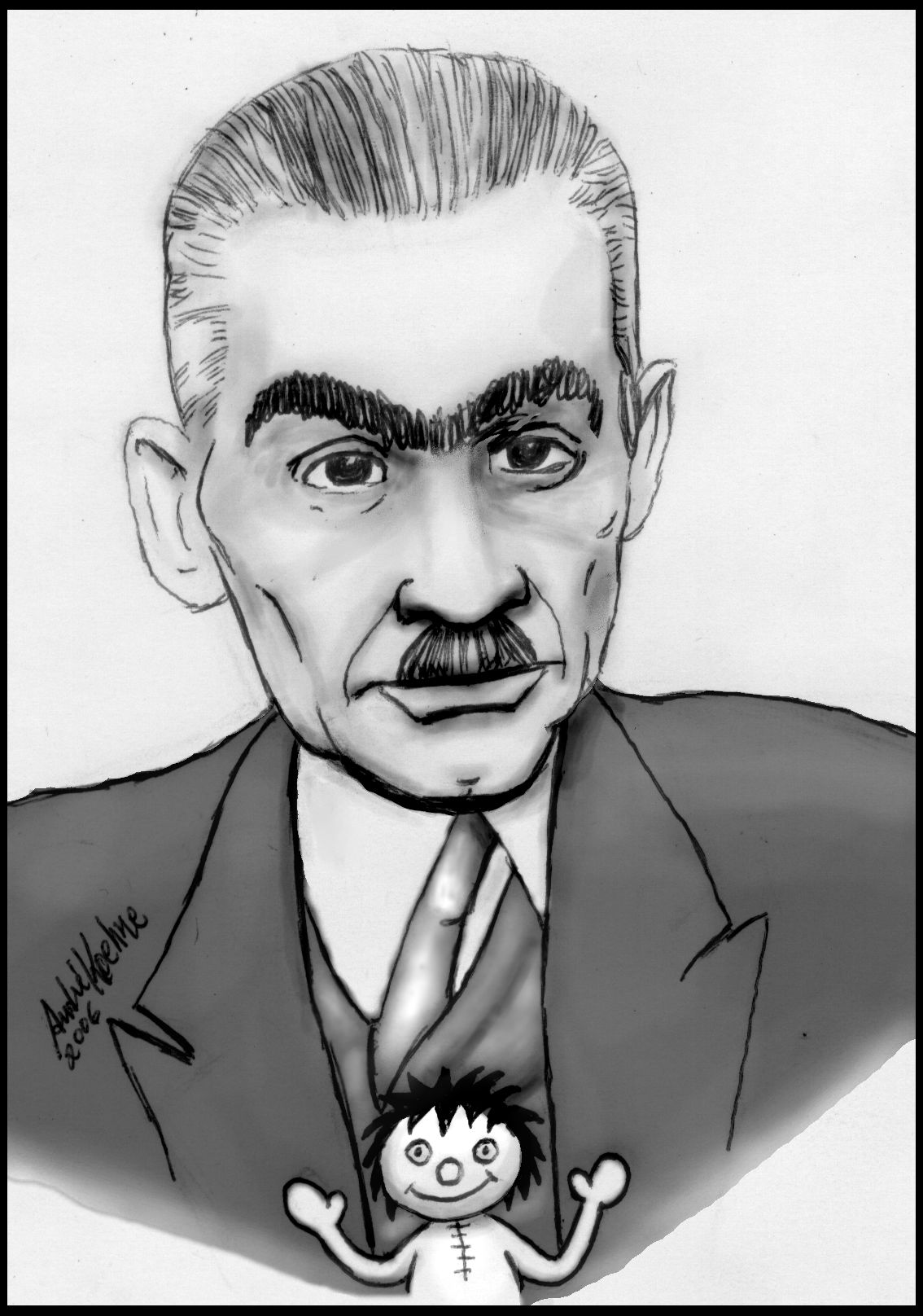
Caricatura de Monteiro Lobato.

Lobato também foi precursor de algumas ideias muito interessantes no campo editorial. Ele dizia que "livro é sobremesa: tem que ser posto debaixo do nariz do freguês". Com isso em mente, passou a tratar os livros como produtos de consumo, com capas coloridas e atraentes, e uma produção gráfica impecável. Criou também uma política de distribuição, novidade na época: vendedores autônomos e distribuidores espalhados por todo o país.
Primeiro seus livros foram publicados pela Editora da Revista do Brasil. Assim, o livro Urupês, em sua sexta edição em 1920, está registrado "Ed. da Revista do Brasil, São Paulo, 1920". Na última capa consta: "Director Monteiro Lobato, Secretario Alarico Caiuby", "A venda em todas as livrarias e no escritório da Revista do Brasil".
Logo fundou a editora Monteiro Lobato & Cia., depois chamada Companhia Editora Nacional, com a obra O Problema Vital, um conjunto de artigos sobre a saúde pública, seguido pela tese O Saci Pererê: Resultado de um Inquérito. Privilegiava a edição de autores estreantes como Maria José Dupré, com o sucesso "Éramos Seis". Traduziu também muitos livros e editou obras importantes e polêmicas como "A Luta pelo Petróleo", de Essad Bey, para o qual fez uma introdução tratando da questão do petróleo no Brasil.
Monteiro Lobato não utilizava acentos por acreditar que não era útil como forma de representar sons falados na forma escrita  e utilizava os pontos de exclamação e interrogação três vezes para representar uma alteração maior na voz.
Em julho de 1918, dois meses depois da compra da Revista do Brasil, publicou em forma de livro Urupês, com retumbante sucesso e alcançando grande repercussão ao dividir o país sobre a veracidade da figura do caipira, fiel para alguns, exagerada para outros. O livro chamou a atenção de Ruy Barbosa que, num discurso, em 1919, durante a sua campanha eleitoral, reacendeu a polêmica ao citar Jeca Tatu como um "protótipo do camponês brasileiro, abandonado à miséria pelos poderes públicos". A popularidade fez com que Lobato publicasse, nesse mesmo ano, Cidades Mortas e Ideias de Jeca Tatu.
Em 1920, o conto Os Faroleiros serviu de argumento para um filme dirigido pelos cineastas Antônio Leite e Miguel Milani. Meses depois, publicou Negrinha e A Menina do Narizinho Arrebitado, sua primeira obra infantil, e que deu origem a Lúcia, mais conhecida como a Narizinho do Sítio do Picapau Amarelo. O livro foi lançado em dezembro de 1920 visando aproveitar a época de Natal. A capa e os desenhos eram de Lemmo Lemmi, um famoso ilustrador da época.
Em janeiro de 1921, os anúncios na imprensa noticiaram a distribuição de exemplares gratuitos de A Menina do Narizinho Arrebitado nas escolas, num total de 500 doações, tornando-se um fato inédito na indústria editorial. Fora atendendo um pedido do presidente de São Paulo, Dr. Washington Luís, de quem Lobato era admirador, que fizera o livro. O sucesso entre as crianças gerou continuações: Fábulas de Narizinho (1921), O Saci (1921), O Marquês de Rabicó (1922), A Caçada da Onça (1924), O Noivado de Narizinho (1924), Jeca Tatuzinho (1924) e O Garimpeiro do Rio das Garças (1924), entre outros.
Tais novidades repercutiram em altas tiragens dos livros que editava, a ponto de dedicar-se à editora em tempo integral, entregando a direção da Revista do Brasil a Paulo Prado e Sérgio Milliet. A demanda pelos livros era tão grande que ele importou mais máquinas dos Estados Unidos e da Europa para aumentar seu parque gráfico. Porém, uma grave seca cortou o fornecimento de energia elétrica, e a gráfica só podia funcionar dois dias por semana. Por fim, o presidente Artur Bernardes desvalorizou a moeda e suspendeu o redesconto de títulos pelo Banco do Brasil, gerando um enorme rombo financeiro e muitas dívidas ao escritor.
Lobato só teve uma escolha: entrou com pedido de falência em julho de 1925. Mesmo assim não significou o fim de seu projeto editorial. Ele já se preparava para abrir outra empresa, a Companhia Editora Nacional, em sociedade com Octalles Marcondes Ferreira e, em vista disso, transferiu-se para o Rio de Janeiro.
Os "produtos" dessa nova editora abrangiam uma variedade de títulos, inclusive traduções de Hans Staden e Jean de Léry. Além disso, os livros garantiam o "selo de qualidade" de Monteiro Lobato, tendo projetos gráficos muito bons e com enorme sucesso de público.
A partir daí, Lobato continuou escrevendo livros infantis de sucesso, especialmente com Narizinho e outras personagens, como Dona Benta, Pedrinho, Tia Nastácia, o boneco de sabugo de milho Visconde de Sabugosa e Emília, a boneca de pano.
Além disso, por não gostar muito das traduções dos livros europeus para crianças, e sendo um nacionalista convicto, criou aventuras com personagens bem ligadas à cultura brasileira, recuperando inclusive costumes da roça e lendas do folclore.
Lobato, idem, fez histórias utilizando-se de personagens brasileiras mixadas a personagens da literatura universal, da mitologia grega, dos quadrinhos e do cinema. Também foi pioneiro na literatura didática, ensinando história, geografia, matemática, física e gramática como parte de suas histórias.

### Ida a Nova Iorque
Em 1926, Lobato concorreu a uma vaga na Academia Brasileira de Letras, mas acabou derrotado. Era a segunda vez que isso acontecia. Na primeira vez, em 1921, iria concorrer à vaga de Pedro Lessa, mas desistiu antes da eleição, por não querer fazer as visitas de praxe aos acadêmicos para pedir seus votos. Desta vez, estava concorrendo à vaga do renomado jurista João Luís Alves. Na primeira, recebera um voto no terceiro escrutínio, e, na segunda, dois votos no quarto. Em artigo à imprensa, Múcio Leão chegou a afirmar que esse "escritor de talento fora duas vezes repelido". No mesmo ano saíram em folhetim os livros O Presidente Negro (1926) e "How Henry Ford is Regarded in Brazil (1926).
Depois, enviou uma carta ao recém-empossado Washington Luís, onde defendeu os interesses da indústria editorial. O presidente, reconhecendo nele um representante promissor dos interesses culturais do país, nomeou-o adido comercial nos Estados Unidos, em 1927. Lobato escreve confirmando a tese de Washington Luís de que "Governar é abrir Estradas", as quais Lobato atribui o progresso dos Estados Unidos. Lobato ficara impressionado com a quantidade e qualidade das estradas norte-americanas. Monteiro Lobato mudou-se para Nova York e deixou a Companhia sob a direção de seu sócio, Octalles Marcondes Ferreira. Entusiasmado com o progresso material que viu nos Estados Unidos, passou a acompanhar todas as inovações tecnológicas estadunidenses e fez de tudo para convencer o governo brasileiro a propiciar a criação de atividades semelhantes no Brasil. Com interesses voltados no que diz respeito às questões de petróleo e ferro, planejou a fundação da Tupy Publishing Company, mas não existe registro da concretização. Em 2018 o nome foi registrado por Tagori Alegria.
Em Nova York escreveu Mr. Slang e o Brasil (1927), As Aventuras de Hans Staden (1927), Aventuras do Príncipe (1928), O Gato Félix (1928), A Cara de Coruja (1928), O Circo de Escavalinho (1929) e A Pena de Papagaio (1930). As obras infantis que datam dessa época foram publicadas no Brasil e reunidas num único volume, intitulado Reinações de Narizinho (1931).
Foi para Detroit no ano seguinte e, em visita à Ford e a General Motors, organizou uma empresa brasileira para produzir aço pelo processo Smith. Com isso, jogou na Bolsa de Valores de Nova Iorque e perdeu tudo o que tinha com a crise de 1929. Para cobrir suas perdas com a quebra da Bolsa, Lobato vendeu suas ações da Companhia Editora Nacional em 1930. Voltou para São Paulo em 1931 e passou a defender que o "tripé" para o progresso brasileiro seria o ferro, o petróleo e as estradas para escoar os produtos.
Entusiasmado com Washington Luís e com seu candidato a presidente, em 1930, o Dr. Júlio Prestes, que, como presidente de São Paulo, realizara explorações de petróleo em território paulista, Lobato dá apoio irrestrito ao candidato Júlio Prestes nas eleições de 1930.
Em 28 de agosto de 1929, em carta ao dr. Júlio Prestes, Monteiro Lobato transmite-lhe votos pela "vitória na campanha em perspectiva", afirmando que:
| “ | Sua política na presidência significará o que de mais precisa o Brasil: continuidade administrativa! | ” |

Com a deposição de Washington Luís e o impedimento da posse de Júlio Prestes, começa a antipatia de Lobato por Getúlio Vargas e seu infortúnio.

### Trabalho na Companhia Petróleos do Brasil
Após implantar a Companhia Petróleos do Brasil, e graças à grande facilidade com que foram subscritas suas ações, Monteiro Lobato fundou várias empresas para fazer perfuração de petróleo, como a Companhia Petróleo Nacional, a Companhia Petrolífera Brasileira e a Companhia de Petróleo Cruzeiro do Sul, e a maior de todas (fundada em julho de 1938) a Companhia Mato-grossense de Petróleo, que visava perfurar próximo da fronteira com a Bolívia, país vizinho que já encontrara petróleo. Com isso Lobato prejudicou os interesses de gente muito importante na política brasileira, e de grandes empresas estrangeiras. Começava a luta que o deixou pobre, doente e desgostoso. Havia interesse oficial em se dizer que no Brasil não havia petróleo. Tendo-os como adversários, passou a enfrentá-los publicamente.

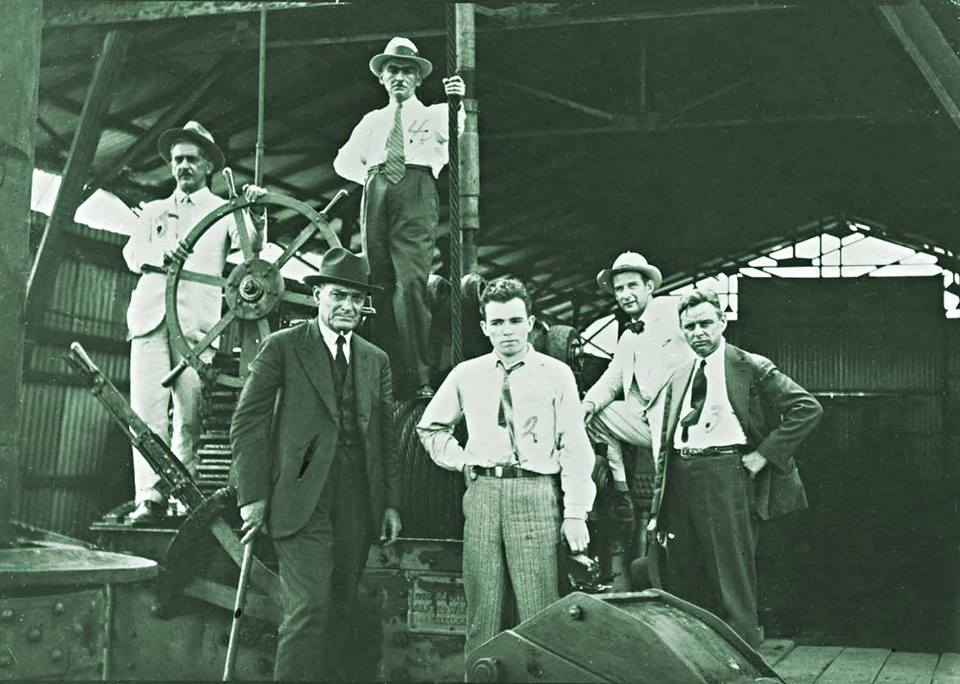
Monteiro Lobato durante pesquisas para extração de Petróleo.

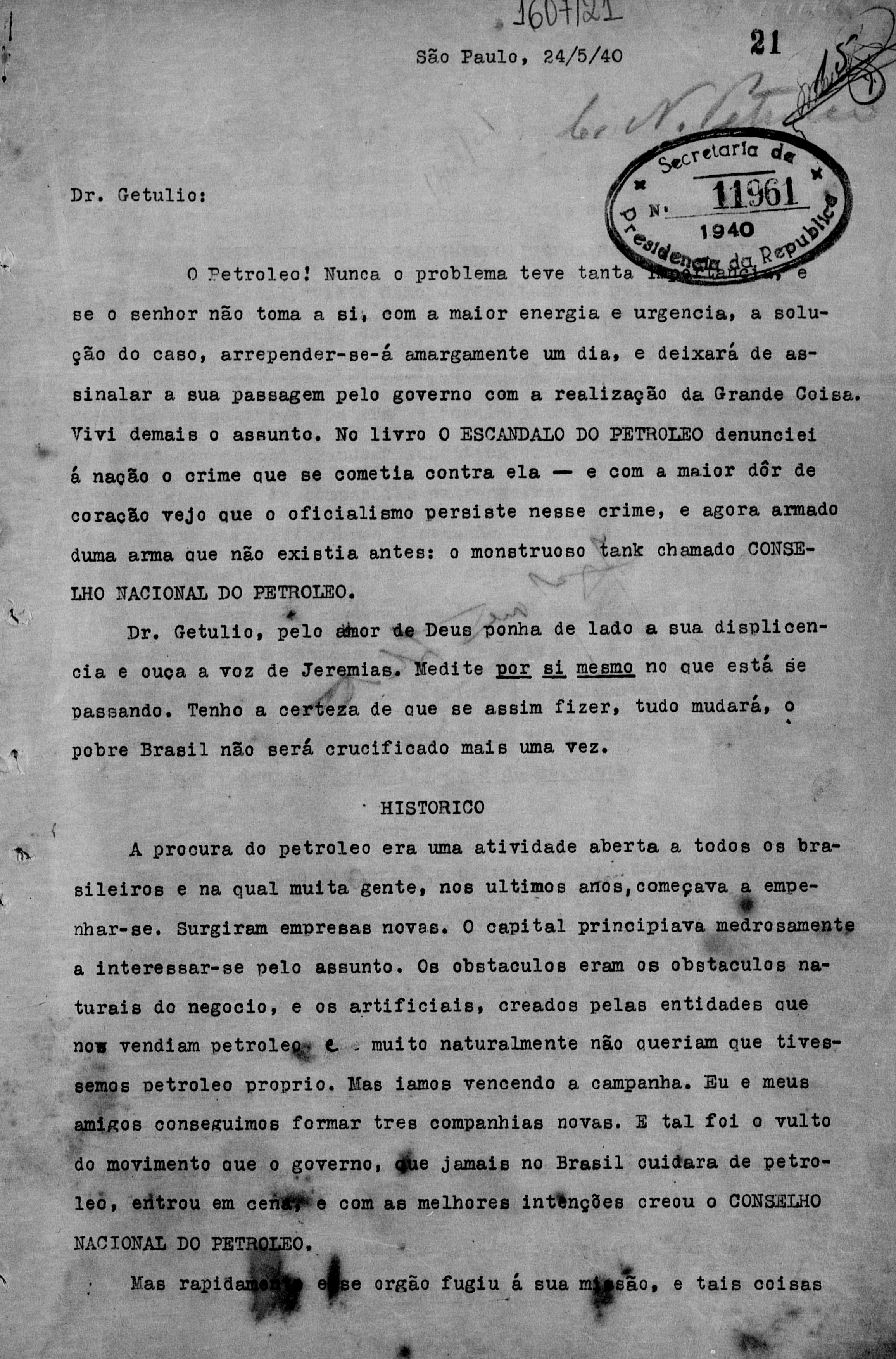
Carta de Monteiro Lobato ao presidente Getúlio Vargas criticando ações do Conselho Nacional do Petróleo, 1940. Arquivo Nacional.

Por alguns anos, seu tempo foi dedicado integralmente à campanha do petróleo, e a sua sobrevivência garantiu-se pela publicação de histórias infantis e da tradução magistral de livros estrangeiros, como O Livro da Selva, de Rudyard Kipling (1933), O Doutor Negro, de Arthur Conan Doyle (1934), Caninos Brancos (1933) e A Filha da Neve (1934), ambos de Jack London, entre outros. Teimava em dizer que era preciso explorar o petróleo nacional para dar ao povo um padrão de vida à altura de suas necessidades. Tentou, sem êxito, organizar uma companhia petrolífera mediante subscrições populares.
Muitas dificuldades apareceram e, mesmo assim, sua produção literária manteve-se e chegou ao ápice. Em América (1932) publicou as suas primeiras impressões sobre a luta na qual se engajara. Em seguida vieram História do Mundo para Crianças (1933), Na Antevéspera e Emília no País da Gramática (1934), na qual defendia uma gramática normativa revisada. 
Meses depois, seu livro História do Mundo Para Crianças sofreu crítica, censura e perseguição da Igreja Católica onde, em escolas católicas, o livro foi considerado "péssimo para ser lido" e as freiras organizaram fogueiras para destruir os exemplares em 1942.. O livro foi duramente criticado pelo governo brasileiro por estar "incutindo dúvidas sobre atividades governamentais no espírito das crianças" ao comentar sobre o ato do Governo sobre a queima do café e condenou o trecho sobre Santos-Dumont que diz: "Veja o aeroplano. Quando Santos Dumont o inventou, nem por sombras lhe passou pela cabeça que o maravilhoso aparelho de voar iria ser aplicado para matar gente e destruir cidades...". No exterior, o Governo Português proibiu a obra em seu país e as únicas explicações que Lobato encontrou para isso foi a de ser da corrente "que afirma o Brasil ter sido descoberto 'por acaso'" ou por "ter registrado a história das 1600 orelhas cortadas à marinhagem árabe por Vasco da Gama".
E, o padre Sales Brasil escreveu um libelo contra Lobato chamado "A literatura infantil de Monteiro Lobato ou Comunismo para crianças".
Aceitou o convite para ingressar na Academia Paulista de Letras e, com isso, apresentou um dossiê de sua campanha em prol do petróleo, O Escândalo do Petróleo (1936), no qual acusava o governo de "não perfurar e não deixar que se perfure". O livro esgotou várias edições em menos de um mês. Aturdido, o governo de Getúlio Vargas proibiu e mandou recolher todas as edições. Em seguida, morreu Heitor de Moraes, seu correspondente e grande amigo.
Lobato comprou, em 1937, a "União Jornalística Brasileira", uma empresa destinada a redigir e distribuir notícias pelos jornais, fundada, três anos antes, por Menotti del Picchia. Em fevereiro de 1939 morreu Guilherme, seu terceiro filho. Abalado, Monteiro Lobato enviou uma carta ao ministro de Agricultura, que precipitara a abertura de um inquérito sobre o petróleo. Recebeu convite de Getúlio Vargas para dirigir um ministério de Propaganda, mas Lobato recusou. Numa outra carta ao presidente, fez severas críticas à política brasileira de minérios. O teor da carta foi tido como subversivo e desrespeitoso e isso fez com que fosse detido pelo Estado Novo, acusado de tentar desmoralizar o Conselho Nacional do Petróleo, ironicamente presidido à época pelo general Horta Barbosa, o responsável por colocar Lobato atrás das grades do Presídio Tiradentes e que, abraçando as ideias de Lobato, se tornaria em 1947 um dos maiores líderes da nacionalista Campanha do Petróleo. Lobato foi condenado a seis meses de prisão, e permaneceu encarcerado de março a junho de 1941.
Uma campanha promovida por intelectuais e amigos conseguiu fazer com que Getúlio Vargas concedesse o indulto que o libertaria, reduzindo a pena de seis para três meses na prisão. Apesar disso, Lobato continuou sendo perseguido e o governo fazia de tudo para abafar suas ideias. Foi então que passou a denunciar as torturas e maus tratos praticados pela polícia do Estado Novo.
Curiosamente o petróleo no Brasil seria encontrado, por uma ironia da história, em um local chamado Lobato (Salvador), em 1939, e, justamente pelo então ministro da agricultura Dr. Fernando de Souza Costa, que fora justamente o secretário da agricultura do Dr. Júlio Prestes, que, na década de 1920, procurara petróleo em São Paulo.

### Últimos anos
Mesmo em liberdade, Monteiro Lobato não teve mais tranquilidade, e seu filho mais velho, Edgar, morreu em fevereiro de 1942, exatamente três anos depois do falecimento de Guilherme.
Em 1943 foi fundada a Editora Brasiliense por Caio Prado Júnior, que negociou com Lobato a publicação de suas obras completas. Logo em seguida, por ironia do destino, recusou a indicação para a Academia Brasileira de Letras. Entretanto integrou a delegação paulista do I Congresso Brasileiro de Escritores reunidos em São Paulo, que divulgou, no encerramento, uma declaração de princípios exigindo legalidade democrática como garantia da completa liberdade de expressão do pensamento e redemocratização plena do país.
Suas companhias foram liquidadas e a censura da ditadura faz com que Lobato se aproximasse dos comunistas, chegando a receber convite do Partido Comunista para integrar a bancada de candidatos. Foi na prisão, no Estado Novo, que Lobato fez seus primeiros contatos com os comunistas. Lobato recusou o convite para entrar na vida pública, mas enviou uma nota de saudação que foi lida por Luís Carlos Prestes num grande comício realizado em 1945, no estádio do Pacaembu. Meses depois foi publicado Nasino, edição italiana de Narizinho, ilustrada por Vincenzo Nicoletti. Em maio A Menina do Narizinho Arrebitado foi transformada em radionovela para crianças pela Rádio Globo no Rio de Janeiro.
Em 1945 chegou a ser candidato do PCB por São Paulo, mas terminou retirando seu nome. No ano seguinte liderou um manifesto contra a rearticulação do integralismo.
Tornou-se diretor do Instituto Cultural Brasil-URSS, mas foi obrigado a se afastar do cargo em setembro de 1945, quando foi levado para ser operado às pressas de um cisto no pulmão. A entrevista que concedeu ao Diário de São Paulo causou grande repercussão e, em 1946, muda-se para Buenos Aires, na Argentina, "atraído pelos belos e gordos bifes, pelo magnífico pão branco e fugindo da escassez que assolava o Brasil", conforme declarou à imprensa. Antes de partir, tornou-se sócio da Editora Brasiliense a convite de Caio Prado Júnior que, na sua editora, preparava as Obras Completas já traduzidas para o espanhol e editadas na Argentina. Em outubro fundou a Editorial Acteon, com Manuel Barreiro, Miguel Pilato e Ramón Prieto.
Voltou em 1947 por não se ambientar ao clima local e, em entrevista aos repórteres que o aguardavam no aeroporto, classificou o Governo Eurico Dutra de "Estado Novíssimo, no qual a constituição seria pendurada (suspensa) num ganchinho no quarto dos badulaques". Dessa indignação surgiu o seu último livro Zé Brasil, publicado pela Editorial Vitória, em que Lobato mais uma vez reelaborava o seu personagem Jeca Tatu, transformando-o em trabalhador sem-terra e esmagado pelo latifúndio. Diante da proibição das atividades do Partido Comunista em todo o país, determinada pelo ministro da Justiça, escreveu A Parábola do Rei Vesgo para um comício de protesto, lido e aclamado pela multidão reunida no Vale do Anhangabaú, na noite de 18 de junho. O texto refletia o desencanto de Lobato com a democracia restritiva do general Dutra. Em dezembro foi a Salvador assistir a opereta Narizinho Arrebitado. Lobato escreveria novo libreto para o espetáculo, considerado a sua última criação infantil. Publicou O Problema Econômico de Cuba, também a sua última tradução.
Em abril de 1948 sofreu um primeiro espasmo vascular que afetou a sua motricidade. Mesmo assim, afiliou-se à revista Fundamentos e publicou os folhetos De Quem É o Petróleo na Bahia e Georgismo e Comunismo.
Dois dias após conceder a Murilo Antunes Alves, da Rádio Record, a sua última entrevista, na qual defendeu a Campanha de O Petróleo é Nosso, Monteiro Lobato sofreu um segundo espasmo cerebral e morreu às 4 horas da madrugada, ao lado de sua esposa, Maria Pureza (a Purezinha), sua filha Ruth e o ascensorista Antônio Augusto (que havia ido até eles em resposta aos gritos de Ruth por ajuda), no dia 4 de julho de 1948, aos 66 anos de idade. Sob forte comoção nacional, seu corpo foi velado na Biblioteca Municipal de São Paulo e o sepultamento realizado no Cemitério da Consolação.
O Repórter Esso, na voz de Heron Domingues, assim anunciou sua morte, depois de um pequeno silêncio:

…E agora uma notícia que entristece a todos: Acaba de falecer o grande escritor patrício Monteiro Lobato!— Heron Domingues
Sua vida e sua obra ainda hoje servem de inspiração e exemplo para milhares de crianças, jovens e adultos do Brasil.

### Disputa familiar
Em 1996, os herdeiros de Monteiro Lobato tomaram a iniciativa de sugerir à Editora Brasiliense, até então detentora única das obras (conforme acordo assinado entre Lobato e Caio Prado Júnior em 1945) a reformulação dos livros e da coleção infantil, a fim de que apresentassem um aspecto moderno com relação a ilustrações coloridas e nova paginação.
Essas tentativas continuaram em 1997 e fracassaram, simplesmente porque a editora não efetuou o investimento necessário, continuando a publicar os livros com ilustrações em branco e preto como fazia há décadas e continuou a fazer. Com isso, desde 1998, a obra de Monteiro Lobato virou centro de uma polêmica entre a Brasiliense e os herdeiros, que a acusam de negligenciar a obra. Há o desejo de uma divulgação maior e edições melhores. Entre os editores há o desejo de reciclar o texto dos livros.
São várias as ações movidas pelos herdeiros contra a Brasiliense, como contrato de cessão a terceiros (no caso à Editora Saraiva) e a publicação de um livro falsamente atribuído a Monteiro Lobato, que a editora intitulou Contos Escolhidos, sem autorização da família. Por outro lado, a Brasiliense alega ter um contrato ad infinitum assinado por Monteiro Lobato quando vivo.
Em setembro de 2007, por meio de acordo com os herdeiros, o STJ estabeleceu a rescisão contratual definitiva e concedeu à Editora Globo os direitos exclusivos sobre a obra de Monteiro Lobato, até 2018, ano em que o legado do autor entrou em domínio público, pois se passaram 70 anos de sua morte.

### Debates sobre racismo nas obras de Monteiro Lobato
A partir de 2010, ganhou repercussão na mídia e nos meios jurídicos brasileiros a questão em torno da obra de Monteiro Lobato, Caçadas de Pedrinho, publicada em 1933. No livro em questão, a personagem negra Tia Nastácia é chamada de "macaca de carvão" e referida como pessoa que tem "carne preta". A obra, cuja leitura é obrigatória nas escolas públicas, foi alvo de mandado de segurança impetrado pelo Instituto de Advocacia Racial (Iara) perante o Supremo Tribunal Federal. No referido remédio constitucional, o Iara demandava que a questão fosse decidida pela Presidência da República e requeria a retirada do livro de Lobato da lista de leitura obrigatória, para que as crianças brasileiras não ficassem expostas ao seu alegado conteúdo racista. Tal pedido já havia sido feito e negado pela Câmara de Educação Básica, pelo Plenário do Conselho Nacional de Educação e pelo ministro da Educação. Também requeria que o MEC incluísse "notas explicativas" nos livros fornecidos às bibliotecas e que apenas a "professores preparados a explicar as nuances do racismo do Brasil da República Velha" fosse permitida a lecionação acerca do livro. Em 2014, o ministro Luiz Fux, após análise tão somente do pedido de liminar, sem adentrar o mérito, concordou com o parecer da Procuradoria-Geral da República de que o presidente não é omisso se decide não avocar um tema para si. Os meios de comunicação brasileiros, majoritariamente, posicionaram-se contrários ao parecer desfavorável à obra de Lobato, frequentemente alegando que se tratava de uma tentativa de "censura" e de um "atentado à livre expressão de ideais".
Muitas têm sido as discussões acerca do pensamento racista nas obras de Monteiro Lobato. Em defesa do escritor, há alegações de que afirmar que Monteiro Lobato era racista focaliza apenas um viés, o que acaba por ignorar as ambivalências, as contradições que possam estar presentes na escrita desse autor.
No conto “Negrinha”, título homônimo à obra, inúmeras são as passagens retratando a coisificação, a animalização de uma menina órfã, de quatro anos de idade. Num desses momentos, tem-se a seguinte descrição, na qual se pode observar que até mesmo o direito à criança de se identificar com uma doença lhe fora negado, em razão de se fazer o possível para impedir que ela tivesse/sentisse qualquer contentamento:

"Que idéia faria de si essa criança, que nunca ouvira uma palavra de carinho? Pestinha, diabo, coruja, barata descascada, bruxa, pata-choca, pinto gorado, mosca-morta, sujeira, bisca, trapo, cachorrinha, coisa-ruim, lixo — não tinha conta o número de apelidos com que a mimoseavam. Tempo houve em que foi bubônica. A epidemia andava na berra, como a grande novidade, e Negrinha viu-se logo apelidada assim — por sinal que achou linda a palavra. Perceberam-no e suprimiram-na da lista. Estava escrito que não teria um gostinho só na vida – nem esse de personalizar a peste...".

Monteiro Lobato, Negrinha
Noutra passagem, quando Dona Inácia, “dama de grandes virtudes apostólicas, esteio da religião e da moral”, colocou-lhe um ovo fervendo na boca, como forma de represália por a menina ter dito um xingamento, tamanho era o cerceamento que “Negrinha urrou surdamente”, em virtude de a senhora, impetuosamente, fechar-lhe a boca. Depois, numa demonstração de frieza, ela [“a virtuosa dama”], “voltou contente da vida para o trono, [...] a fim de receber o vigário que chegava”. A indicação de “um grito silenciado” pode simbolizar a negação do direito de se expressar, inclusive, nos momentos de dor, de angústia. Isso se soma a outras interdições, como de se deslocar, de falar, enfim, ser impedida de sofrer sua própria dor era a síntese de uma série de negações: de afeto, pois um dos seus poucos “contentamentos” era ver o abrir das asas e o cantar do cuco, de bens materiais (não tinha, inclusive, a mínima noção do que fosse uma boneca), de respeito, de ser tratada como um ser humano. Há quem defenda que Lobato, por meio de Negrinha, denuncia resquícios de uma sociedade escravocrata.
O gesto de Dona Inácia (lembremos que Negrinha nasceu numa senzala) se assemelha às descrições feitas por Gilberto Freyre. Este estudioso destaca que era prática rotineira senhoras de escravo “espatifa[rem] a salto de botina dentaduras de escravas; ou mandavam-lhes cortar os peitos, arrancar as unhas, queimar a cara ou as orelhas”.
Na introdução desta seção, foi dito que os críticos, de maneira geral, analisam a obra de Lobato sob uma ou outra perspectiva, ou seja, ou que concede um tratamento discriminatório da negritude, ou que, pelo contrário, faz denúncias do estado de privação de direitos, de humanidade. Nesse viés, de apenas considerar um lado, tem-se o texto “O polemista do conto”, de Marcia Camargos e Vladimir Sacchetta, os quais defendem veementemente que contos como “Negrinha” e “Bugio moqueado” “põe[m] por terra a ideia de um Monteiro Lobato Racista”.
Documentos (correspondências e outros textos) e obras literárias apontam que Monteiro Lobato defendia a eugenia por acreditar que a miscigenação era um fator prejudicial na formação do povo brasileiro. Era, inclusive, membro da Sociedade Eugênica de São Paulo e teve longa amizade com Renato Kehl, seu fundador e um dos mais proeminentes entusiastas da eugenia no Brasil. Em correspondência a um amigo, não escondeu que defendia a atuação da Ku Klux Klan no Brasil, grupo racista que promovia assassinatos, linchamentos e outras atrocidades contra negros nos Estados Unidos. A pesquisadora Formighieri nota que não existe uma menção sequer a esta carta em "A Barca de Gleyre" e que após longa pesquisa, foi incapaz de encontrar a carta original.
Em outro livro, O Presidente Negro, Lobato descreve um conflito racial no futuro, após a eleição de um negro para a presidência dos EUA. Nessa obra, Lobato, por meio de um alter ego, defendia o desaparecimento da raça negra por meio da esterilização de seus membros. Por mais que alguns pesquisadores indiquem a existência de um alter-ego em O Presidente Negro, outros, como Vanete Santana-Dezmann, questionam essa conclusão, argumentando a inexistência de uma visão consistente contra a população negra nos personagens em no decorrer da obra, inclusive naqueles que escolhem a esterilização desta população.
Ao se analisar as perspectivas abordadas por Lobato em suas obras, salientam alguns pesquisadores:
"[há] [...] posições ambíguas do escritor. Mas, se [...] em O choque [onde a inteligência dos brancos acabava vencendo], [a sua trama] vem destacar as posições ambíguas de escritor, [pois] [...] ele abraça ideias acerca da superioridade racial] [;] [...] em outros momentos [,] resgata o elemento de origem africana e reconhece seu papel na cultura brasileira – como na caracterização de Tia Nastácia e Tio Barnabé – personagens do Sítio do Picapau Amarelo representantes do saber popular. E tampouco se esquiva em denunciar as crueldades do escravismo, conforme se pode constatar no conto “Negrinha”'. Levando em consideração o que fora exposto, acreditamos que mais adequado seria colocar a posição de Lobato quanto ao tratamento da negritude numa posição ambivalente, em razão de poder ser assentada em mais de uma categoriaː ora o autor compartilha dos preconceitos então vigentes acerca do negro, ora mostra a situação de desumanidade à que estavam submetidos esses indivíduos.
As correntes de pensamento que defendem Monteiro Lobato alegam que existem várias evidências em sua obra de que o escritor não tinha uma mentalidade racista. Em seu conto “Negrinha”, Lobato faz uma denúncia pungente dos maus-tratos infligidos a uma menininha de raça negra. Em carta de 1° de outubro de 1916 a Godofredo Rangel, Lobato teceu fortes elogios ao escritor mulato Lima Barreto, na época vítima de preconceito. À frente da Editora Revista do Brasil, Lobato editou uma obra de Lima Barreto, Vida e Morte de M. J. Gonzaga de Sá. Também é alegado de que Lobato estaria apenas refletindo o ”espírito da época”.
Na correspondência com Godofredo Rangel, várias vezes Lobato se manifesta de forma simpática aos negros e à população humilde em geral. Em 27 de junho de 1909, escreve: "Eu gosto muito dos negros, Rangel. Parecem-me tragédias biológicas. Ser pigmentado, como é tremendo!" Em 10 de janeiro de 1917: "Consulte os negros velhos daí, porque já notei que os negros têm muito melhores olhos que os brancos. Enxergam muito mais coisas." Em 15 de julho de 1915: "A nossa imbecilização é das mais curiosas: vem de cima para baixo, e decresce quando chega ao povo. Quanto mais conheço os paredros [=mandachuvas], mais admiro o equilíbrio, a sensatez, a sanidade mental destes meus bons caboclos da roça".
Em 2024, Cleo Monteiro Lobato, a bisneta de Monteiro Lobato, usou as redes sociais e se manifestou contra o cancelamento do autor, destacando o papel fundamental que suas obras desempenharam na formação cultural do Brasil. Ela enfatizou a importância de reconhecer o contexto histórico em que suas histórias foram escritas.
Em resposta a diversas críticas, a bisneta de Monteiro Lobato afirmou categoricamente que o autor não era racista, defendendo o legado cultural de sua família.
A bisneta de Monteiro Lobato anunciou que havia adaptado o clássico "Sítio do Picapau Amarelo" excluindo passagens consideradas racistas para torná-lo mais acessível às novas gerações.
Em uma entrevista, Cleo Monteiro Lobato explicou as mudanças que realizou nas obras do autor, excluindo trechos problemáticos e atualizando o conteúdo para os padrões modernos de aceitação e inclusão.

### Prêmios
- Academia Brasileira de Letras[76] - Monteiro Lobato (Literatura infantil)

### Experiência empresarial
A experiência empresarial de Monteiro Lobato, que envolve a fundação de várias empresas e a compra da Revista do Brasil, foi a seguinte: em 1905 ele tentou a indústria de doces; entre 1911 até sua falência em 1917, trabalhou na fazenda de Buquira; em 1917, monta a revista Paraíba (ao lado de Carlos Freire e Pereira de Matos); entre 1919 e 1925, trabalha na Revista do Brasil (que a havia comprado em 1918); entre 1919 e sua falência em 1925 (que ocorreu devido a uma seca em São Paulo que forçou a Light a cortar de dois terços o fornecimento de energia elétrica) trabalhou na Monteiro Lobato & Cia; entre 1925 e 1944 (quando a sociedade é desfeita), trabalhou na Cia. Editora Nacional com Octales Marcondes Ferreira (que a manteve até 1973 e existe até hoje); entre 1938 e 1942 trabalhou, com seu filho Edgard, na União Jornalística Brasileira, que tinha por objetivo a distribuição de notícias para jornais; entre 1944 e 1946, trabalhou na Editora Brasiliense com Caio Prado Júnior, Arthur Neves e Leandro Dupré e por fim fundou a Editora Acteon em Buenos Aires em 1946 até que voltou para São Paulo em 1947 onde morou num prédio da Editora Brasiliense.

## Citações
- "O grau de cultura de um país mede-se pelo preço dos seus livros"

― Personagem Mr. Slang ao comentar os altos preços das brochuras brasileiras
- "De escrever para marmanjos já estou enjoado. Bichos sem graça. Mas para crianças um livro é todo um mundo."
- "É errado pensar que é a ciência que mata uma religião. Só pode com ela outra religião."
- "O livro é uma mercadoria como qualquer outra; não há diferença entre o livro e um artigo de alimentação. (...) Se o livro não vende é porque ele não presta".
- "Tudo tem origem nos sonhos. Primeiro sonhamos, depois fazemos."

## Obra

### Livros infantis (1920–1947)
O primeiro livro que Lobato lançou foi "A menina do narizinho arrebitado", em 1920, nunca reeditado, exceto em uma pequena edição fac simile em 1981, e hoje considerada uma obra rara tanto a primeira edição quanto a edição fac simile. A maioria das histórias de seus livros infantis se passavam no Sítio do Picapau Amarelo, um sítio no interior do Brasil, tendo como uma das personagens a senhora dona da fazenda Dona Benta, seus netos Narizinho e Pedrinho e a empregada Tia Nastácia. Esses personagens foram complementados por entidades criadas ou animadas pela imaginação das crianças na história: a boneca irreverente Emília e o aristocrático boneco de sabugo de milho Visconde de Sabugosa, a vaca Mocha, o burro Conselheiro, o porco Rabicó e o rinoceronte Quindim.
No entanto, as aventuras na maioria se passam em outros lugares: ou num mundo de fantasia inventados pelas crianças, ou em histórias contadas por Dona Benta no começo da noite. Esses dois universos são interligados para as histórias e lendas contadas pela avó naturalmente se tornarem cenário para o faz-de-conta, incrementado pelo dia-a-dia dos acontecimentos no sítio.

#### Coleção Sítio do Picapau Amarelo (1921–1947)
- 1921 — O Saci
- 1922 — Fábulas

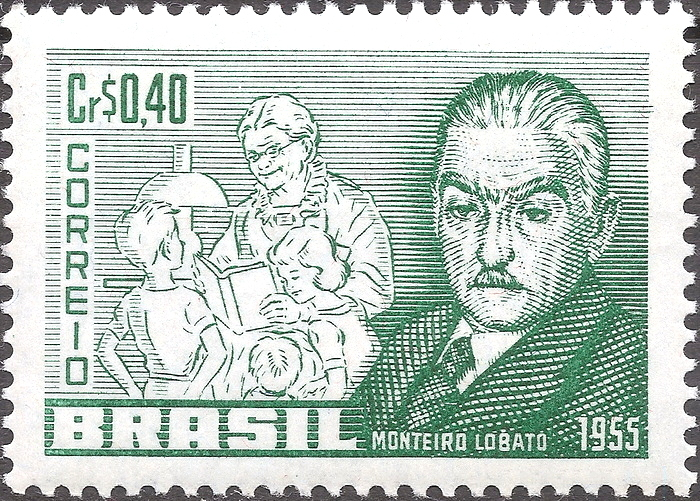
Selo postal de 1955 emitido em homenagem a Monteiro Lobato. Atrás dele estão Dona Benta, Narizinho, Emília e Pedrinho.

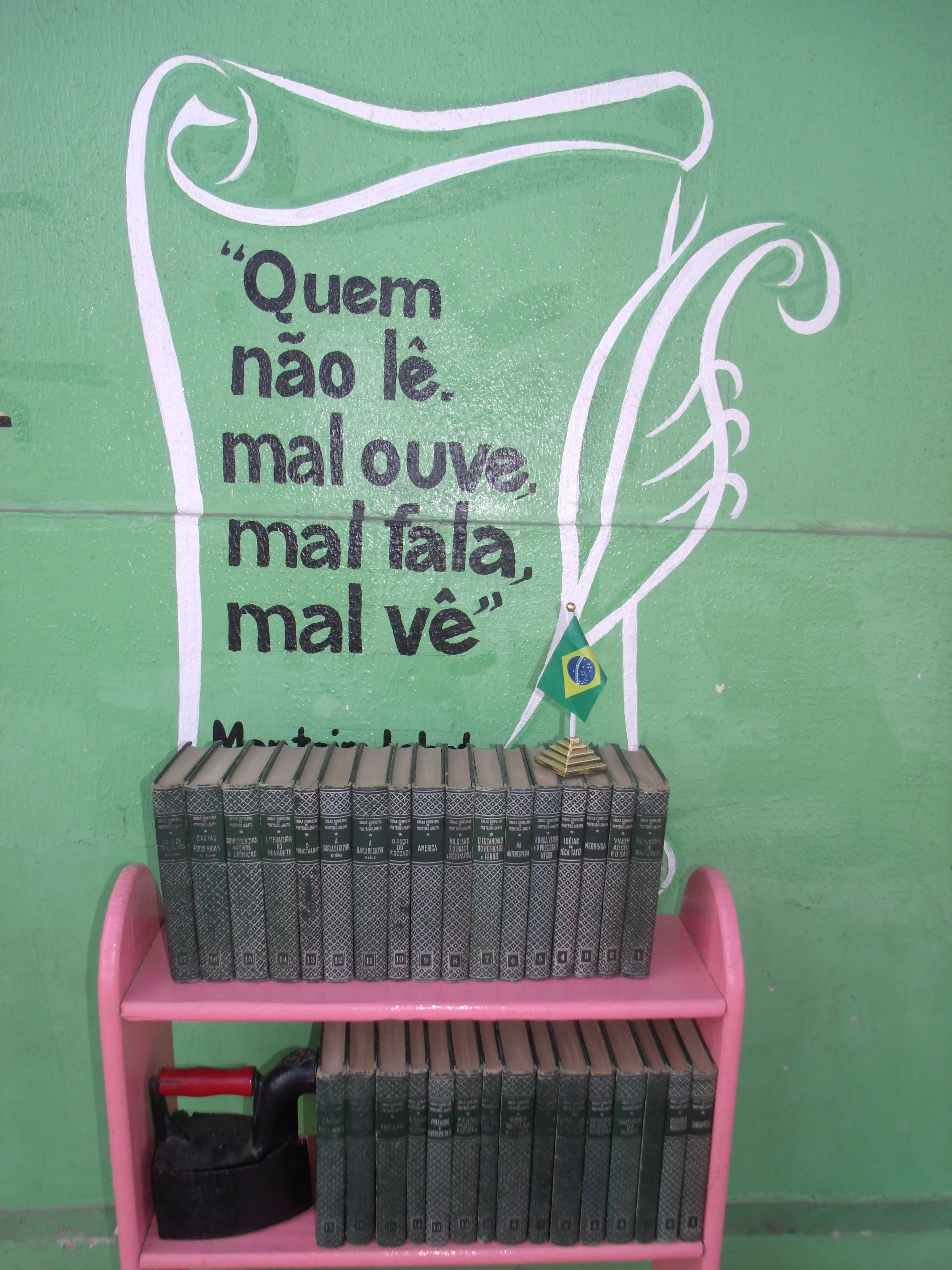
Coleção de obras do autor.

- 1927 — As Aventuras de Hans Staden
- 1930 — Peter Pan
- 1931 — Reinações de Narizinho
- 1932 — Viagem ao céu
- 1933 — Caçadas de Pedrinho
- 1933 — História do Mundo para as Crianças
- 1934 — Emília no País da Gramática
- 1935 — Aritmética da Emília
- 1935 — Geografia de Dona Benta
- 1935 — História das Invenções
- 1936 — Dom Quixote das crianças
- 1936 — Memórias da Emília
- 1937 — Serões de Dona Benta
- 1937 — O Poço do Visconde
- 1937 — Histórias de Tia Nastácia
- 1939 — O Picapau Amarelo
- 1939 — O Minotauro
- 1941 — A Reforma da Natureza
- 1942 — A Chave do Tamanho
- 1944 — Os doze trabalhos de Hércules (dois volumes)
- 1947 — Histórias Diversas

#### Outros livros infantis (1920–1941)

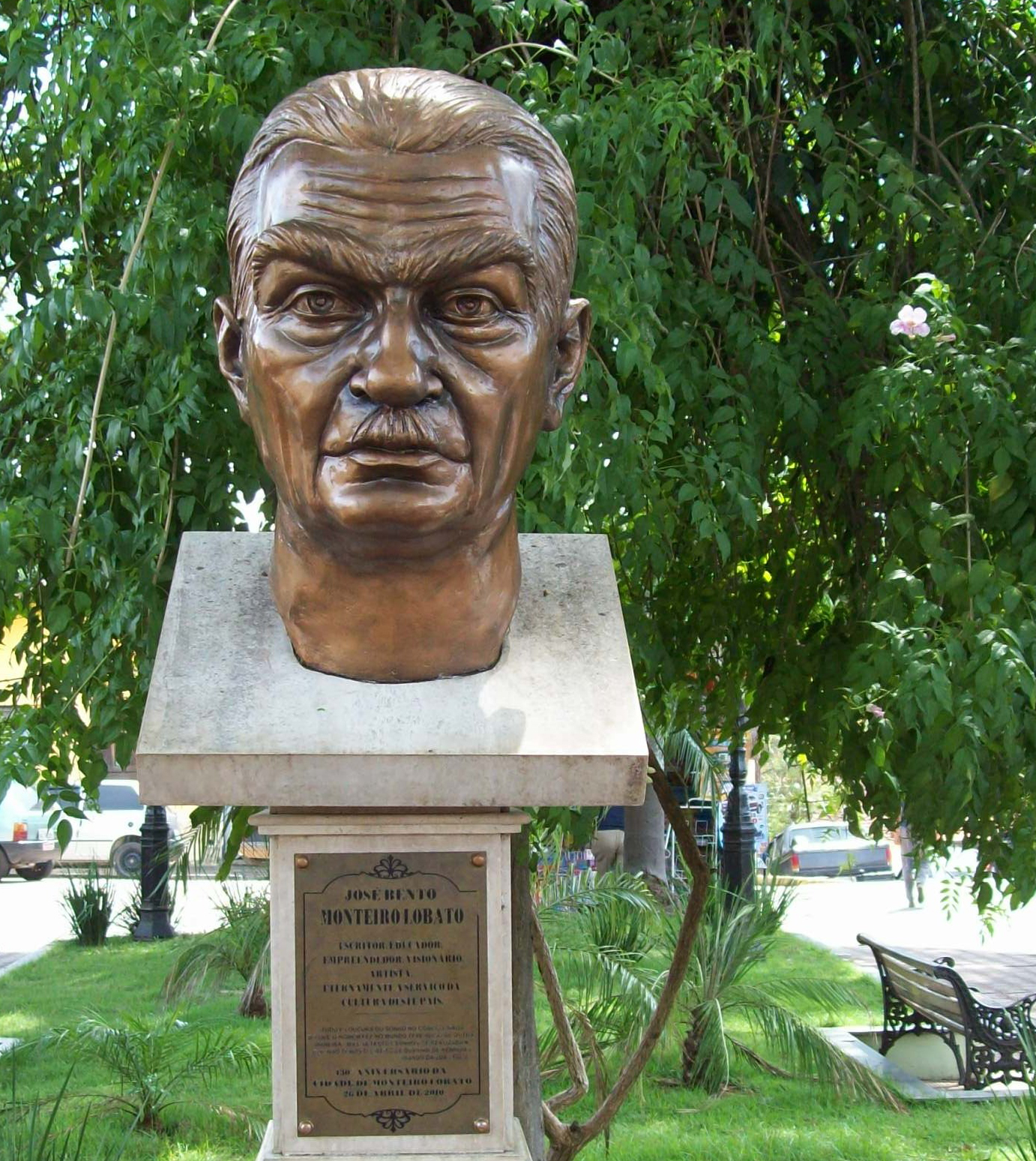
Busto do escritor na praça central do município Monteiro Lobato, São Paulo.

Alguns foram incluídos, posteriormente, nos livros da série O Sítio do Picapau Amarelo. Os primeiros foram compilados no volume Reinações de Narizinho, de 1931, em catálogo apenas como tal até os dias atuais.
- 1920 — A menina do narizinho arrebitado
- 1921 — Fábulas de Narizinho
- 1921 — Narizinho arrebitado (incluído em Reinações de Narizinho)
- 1922 — O marquês de Rabicó (incluído em Reinações de Narizinho)
- 1924 — A caçada da onça
- 1924 — Jeca Tatuzinho
- 1924 — O noivado de Narizinho (incluído em Reinações de Narizinho, com o nome de O casamento de Narizinho)
- 1928 — Aventuras do príncipe (incluído em Reinações de Narizinho)
- 1928 — O Gato Félix (incluído em Reinações de Narizinho)
- 1928 — A cara de coruja (incluído em Reinações de Narizinho)
- 1929 — O irmão de Pinóquio (incluído em Reinações de Narizinho)
- 1929 — O circo de escavalinho (incluído em "Reinações de Narizinho, com o nome O circo de cavalinhos)
- 1930 — A pena de papagaio (incluído em Reinações de Narizinho)
- 1931 — O pó de pirlimpimpim (incluído em Reinações de Narizinho)
- 1933 — Novas reinações de Narizinho
- 1938 — O museu da Emília (peça de teatro, incluída no livro Histórias diversas)
- 1941 — O espanto das gentes (incluído em A Reforma da Natureza)

Tradução e adaptação de livros infantis
Lobato também traduziu e adaptou os livros infantis:
- Contos de Grimm,
- Novos Contos de Grimm,
- Contos de Andersen,
- Novos Contos de Andersen,
- Alice no País das Maravilhas,
- Alice no País dos Espelhos,
- Robinson Crusoé,
- Contos de Fadas
- Robin Hood.

### Livros para adultos (1918–1948)
- O Saci-Pererê: resultado de um inquérito (1918)
- Urupês (1918)
- Problema vital (1918)
- Cidades mortas (1919)
- Ideias de Jeca Tatu (1919)
- Negrinha (1920)
- A onda verde (1921)
- O macaco que se fez homem (1923)
- Mundo da lua (1923)
- Contos escolhidos (1923)
- O garimpeiro do Rio das Garças (1924)
- O Presidente Negro/O choque das Raças (1926)
- Mr. Slang e o Brasil (1927)
- Ferro (1931)
- América (1932)
- Na antevéspera (1933)
- Contos leves (1935)
- O escândalo do petróleo (1936)
- Contos pesados (1940)
- O espanto das gentes (1941)
- Urupês, outros contos e coisas (1943)
- A Barca de Gleyre (1944)
- Zé Brasil (1947)
- Prefácios e entrevistas (1947)
- Literatura do minarete (1948)
- Conferências, artigos e crônicas (1948)
- Cartas escolhidas (1948)
- Críticas e outras notas (1948)
- Cartas de amor (1948)

### Obras que não foram produzidas
No decorrer de sua carreira, Monteiro Lobato planejou obras que não chegaram a ser livros, tais como: O Paraíba, uma ficção científica do Homem sendo visto por extraterrestre, algo com estilo Dumas ou Paulo de Kock "cheio de ação e violência", As Aventuras de Pedro Malazartes, Abutre Negro, um romance histórico sobre o ciclo do ouro, outro sobre Pedro I sobre a marquesa Titila, Webster-Brasileiro, um romance cômico sobre Quatriênio Hermes e Emília no Aconcágua, onde a boneca obrigaria o vulcão extinto a causar uma "erupçãozinha 'própria para menores'".

### Traduções de suas obras
A obra de Monteiro Lobato foi traduzida para catorze idiomas, entre eles a língua alemã, a castelhana e o mandarim padrão.
| Idioma | Tradutor                          | Fonte                |
| --- | --------------------------------- | -------------------- |
| Alemão | Fred Sommer                       | [ 86 ]               |
| Argentina | —                                 | [ 86 ]               |
| China | —                                 | [ 87 ]               |
| Espanha | Garay, Ramon Prieto, entre outros | [ 88 ]               |
| Estados Unidos | Haldmann-Julius                   | [ 88 ]               |
| França | Jean Durial                       | [ 86 ]               |
| Inglaterra | Pidgeon, Philip Carr, Fabler      | [ 88 ]               |
| Itália | Ana Bovero                        | [ 86 ]               |
| Japão | Massao Ieno                       | [ 88 ]               |
| Rússia | Inna Tiniánova, Elena Berezhkova  | [ 89 ] [ 90 ] [ 91 ] |
| Sírio | E. Kouri                          | [ 88 ]               |
| Ídiche | Samuel Fiert                      | [ 88 ]               |
| Esperanto | Haroldo Leite Pinto               | [ 88 ]               |
| Braille | —                                 | [ 87 ]               |
| - Em inglês foi publicado como Brazilian Love Stories na coleção Little Blue Book volume 733. - Em russo, teve publicado o Sítio do Pica-Pau Amarelo, que saiu como Orden jiôltogo diátla (Ordem do Pica-Pau Amarelo), por questões ideológicas durante a URSS, já que sítio é propriedade privada. |                                   |                      |

## Influências
Lobato ostensivamente revelava, em seus livros, as influências que recebeu diretamente dos autores de obras infantis, desde os fabulistas clássicos, como Esopo e La Fontaine, aos personagens dos desenhos animados que então surgiam nas telas do cinema, como Popeye e sua trupe, o Gato Félix e outros.
As crianças do Sítio visitavam e eram visitados por todas as personagens do imaginário literário, e Peter Pan convivia ao lado de figuras folclóricas, como o Saci, tudo isto permeado pela forte presença de uma característica então comum no meio rural: a tradição oral de "contar histórias" - e quase sempre é assim que Tia Nastácia e Dona Benta introduzem aos leitores, os novos assuntos que dão mote aos livros do autor.
Dentre os clássicos explicitamente citados por Lobato, encontram-se Lewis Carroll, Carlo Collodi (criador do Pinóquio) e J. M. Barrie, além de outros que, presume-se, tenham-no influenciado diretamente, dadas as semelhanças, como L. Frank Baum (de O Mágico de Oz) e Wilhelm Busch.

## Exibição de Sítio do Pica-Pau Amarelo na televisão
Os livros infantis de Monteiro Lobato foram transformados em cinco séries de televisão de bastante sucesso. A primeira delas, na TV Tupi de São Paulo, foi exibida de 3 de junho de 1952 a 1962, ao vivo, pois não havia ainda o videotape. Foi adaptada pela escritora Tatiana Belinky, sendo a mais fiel ao original de todas as adaptações para a televisão. Nada restando desse programa, exceto algumas fotos, pois seus episódios não eram gravados. Em 1957, a TV Tupi do Rio de Janeiro também transmitiu um Programa Sítio do Pica-Pau Amarelo, diferente do programa paulista, pois não havia, na época, transmissão em rede nacional, nem transmissão de imagens via tronco de micro-ondas da Embratel. Participaram do Sítio no Rio de Janeiro: Cláudio Cavalcanti e Daniel Filho.
A segunda série foi ao ar pela TV Cultura de São Paulo, em 1964. A terceira, pela Rede Bandeirantes, em 12 de dezembro de 1967. A quarta série, exibida na Rede Globo, de 7 de março de 1977 a 31 de janeiro de 1986, é considerada como a de maior repercussão e sucesso. Também na Rede Globo, foi ao ar de 12 de outubro de 2001 até 2 de Dezembro de 2007, a quinta série chamada Sítio do Picapau Amarelo.
Ambas as séries da Globo misturam histórias originais de Monteiro Lobato com textos inspirados em temas atuais.

## Homenagens
Pelo Brasil há inúmeras referências em memória de Monteiro Lobato, incluindo diversos logradouros e instituições nomeadas em homenagem ao advogado e escritor brasileiro. No nordeste de São Paulo há o município Monteiro Lobato, assim denominado em sua homenagem, e onde o escritor possuía uma fazenda e passou parte da sua juventude, sendo descrita por ele em seus livros. Pela cidade ainda há a diversas referências a personalidade.
Em Taubaté, sua cidade natal, há o Museu Monteiro Lobato localizado no Sítio do Pica-pau Amarelo, no centro da cidade, dedicado a preservar a memória e a obra do ilustre taubateano.
Na capital paulista, há a Biblioteca Municipal Monteiro Lobato. Foi criada em 14 de abril de 1936, resultado do esforço de um grupo de intelectuais liderado por Mário de Andrade para incentivar a cultura literária, então diretor do Departamento Municipal de Cultura. Em 1955, foi renomeada em homenagem ao escritor paulista, sendo considerado o seu patrono. A Biblioteca é uma das mais antigas no Brasil dedicada a literatura infantil, possuindo amplo acervo de obras de Monteiro Lobato.
Monteiro Lobato ainda é nome para dezenas de escolas pelo país, da rede pública e da privada de ensino, incluindo uma escola estadual sediada na cidade natal do escritor e uma escola municipal na capital do estado.

### Imagens
- «Caricatura de Monteiro Lobato e seus personagens: Narizinho, Emília, Saci-Pererê e o Visconde de Sabugosa». , ilustração de Belmonte
- «O Poço do Visconde, capa da 1ª edição». , ilustrada por Belmonte
- «O Escândalo do Petróleo, capa da 1ª edição»